# Пан Містофель
Пан Містофель (англ. Mr. Mistoffelees) — вигаданий котячий персонаж з чаклунськими силами зі збірки «Котознавство від Старого Опосума» (1939) Томаса Еліота та мюзиклу «Коти» Е. Ллойда Веббера. Також відомий під псевдонімом Кваксо, хоча, в деяких версій мюзиклу, Містофель та Кваксо різні персонажі.
У вест-ендській постановці 1981 року роль пана Містофеля виконав Вейн Сліп, в бродвейській постановці 1982 року — Тімоті Скотт. У фільмі «Кішки» 1998 року роль Містофеля зіграв Джейкоб, а в екранізації 2019 року — Лорі Девідсон.
Ім'я Містофеля походить від демона Мефістофеля, однак він не є злим персонажем, а навпаки зображений у вірші Еліота як «кіт-чаклун, справдешній артист», що є таємничим і навдивовижу чорним, відзначаючись надзвичайними вміннями: «Де б не видряпавсь — не впаде: у найменшу щілину пролізе, по найвужчій рейці пройде; відгадає карту ізнизу, у колоді туза знайде із зав'язаними очима — він туманити наловчився. Із ножем пограється трошки і з тарілками, може, теж, — а тоді виделка і ложка зникнуть так, що вже й не знайдеш..».
У мюзиклі «Коти» Пан Містофель вирізняється ще більшою артистичністю. Його зображено як медового кота, що ще до кінця не може контролювати свої сили. Як видатний танцівник, він є партнером Вікторії, Білої кішки. У другій дії мюзиклу має свою титулярну пісню (співає Рам Там Таґер), під час якої виконує танцювальне соло, зокрема робить свій коронний «чарівний оберт» (24 «фуете ан турнан» підряд).